# Joseph Conrad
Joseph Conrad (nacido como Józef Teodor Konrad Korzeniowski; Berdyczów, entonces Imperio ruso, actual Ucrania, 3 de diciembre de 1857-Bishopsbourne, Inglaterra, 3 de agosto de 1924) fue un novelista y marino polaco-británico. Conrad, cuya obra explora la vulnerabilidad y la inestabilidad moral del ser humano, es considerado como uno de los más grandes novelistas de la literatura inglesa.

## Biografía
Su nombre polaco original era Józef Teodor Konrad Nałęcz-Korzeniowski, aunque al tomar la nacionalidad británica adoptó el de Joseph Conrad. Nació el 3 de diciembre de 1857, en el seno de una familia de la baja nobleza en Berdychiv (Podolia), antigua ciudad lituano-polaca, en la época parte del Imperio ruso, y en la actualidad en Ucrania. Su padre, Apollo Korzeniowski, combinaba la actividad literaria como escritor y traductor de Shakespeare y de Víctor Hugo con el activismo político al servicio del movimiento nacionalista polaco por el que sufrió una condena a trabajos forzados en Siberia. La madre de Josef murió de tuberculosis durante los años de exilio, y cuatro años más tarde el padre, al que se le había permitido volver a Cracovia.
Al quedar huérfano a los doce años, Conrad hubo de trasladarse a la casa de su tío Thaddeus a Leópolis, capital del Reino de Galicia y Lodomeria en Austro-Hungría, y luego a Cracovia, donde estudió secundaria.
Pero a los diecisiete años, hastiado de la vida estudiantil, viajó hasta Italia y luego a Marsella para terminar enrolándose como marinero a bordo del buque Mont Blanc (1875). Esa experiencia cambiaría su vida ya que con ella nacería una pasión, que no abandonó jamás, por la aventura, por los viajes, por el mundo del mar y por los barcos. 
De los siguientes cuatro años apenas se conocen datos. De esa etapa, que él se empeñó siempre en mantener en penumbra, se ha documentado, no obstante, un viaje por el Caribe, su apoyo activo al legitimismo bonapartista, cierto asunto de contrabando de armas a favor de los carlistas españoles (del que extrajo algún pasaje para su relato de El tremolino) y, según parece, hasta un intento de suicidio por razones amorosas.
En 1878, para escapar al reclutamiento militar ruso, se trasladó a Inglaterra, trabajando como tripulante en barcos de cabotaje en los puertos de Lowestoft y Newcastle, ocupando sus ratos libres a bordo con una afición un tanto sorprendente para un joven marinero extranjero, la lectura de Shakespeare, lo que le permitió ya a los veintiún años un amplio dominio del idioma inglés, lengua en la que escribió toda su obra y en la que se consagraría como uno de sus autores clásicos. En palabras de Javier Marías, «el inglés de Conrad se convierte en una lengua extraña, densa y transparente a la vez, impostada y fantasmal, [...] utilizando las palabras en la acepción que les es más tangencial y por consiguiente en su sentido más ambiguo».

### Viajes como oficial y capitán de la marina mercante inglesa

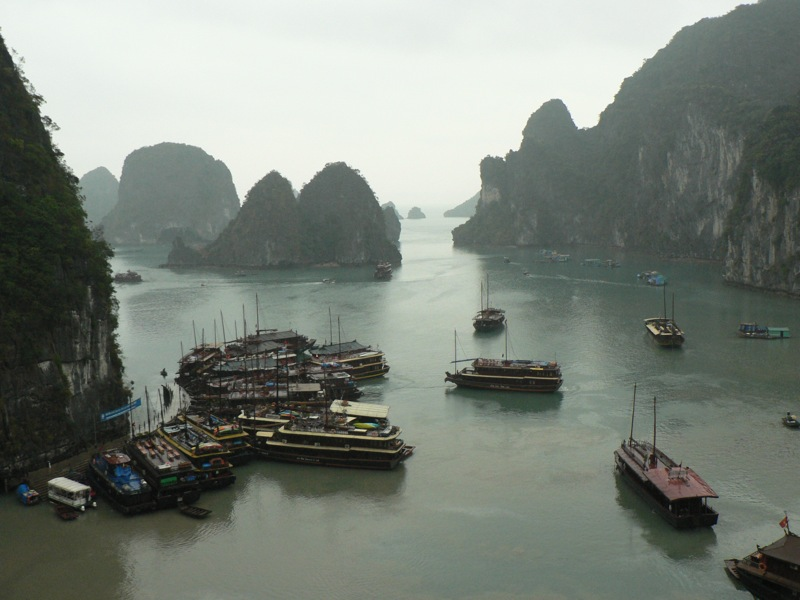
Las costas del sureste asiático son el marco de muchos de los relatos introspectivos de Conrad

Tras obtener la nacionalidad británica, pudo presentarse a los exámenes de aptitud de oficial de la marina mercante británica, navegando en el Duke of Sutherland,  el Highland Forest, el Loch Etive, el Narcissus y el Palestine y luego obtuvo el título de capitán, cargo que desempeñó en los barcos Torrens y Otago, este último de bandera australiana.
En el último cuarto del siglo XIX, al llegar el Imperio británico a su máxima expansión, las necesidades del comercio a gran escala y a larga distancia por vía marítima entre la metrópoli y el rosario de colonias, factorías y puertos que se extendía por todas las costas del mundo, junto con las nuevas tecnologías de la siderurgia y el perfeccionamiento de la máquina de vapor, produjo una crisis en la técnica secular de la navegación impulsada por el viento, debido a que los barcos de vela, pese al romántico canto de cisne de los rápidos clíperes, era incapaz de competir en velocidad, capacidad de carga y mayor fiabilidad del transporte en los grandes vapores de acero. Enfrentado a la encrucijada de esos dos mundos que se cruzan sin comprenderse e ignorándose, uno, el dominado por el imprevisible capricho del viento, el de la dura y secular técnica de la navegación a vela que tan magistralmente aparece descrita en "El bello arte" y, el otro, el de la esclavitud por la tiranía de la puntualidad y la deshumanización de la vida a bordo, Conrad toma partido ardiente por el primero, aún sabiendo que está irremisiblemente condenado a sucumbir legándonos, ese es su mayor valor,  esa irrepetible galería de tipos humanos, armadores, oficiales, capitanes,  marineros,  etc., que lo han convertido en uno de los clásicos de la literatura del mar, a la altura de Melville y Stevenson.  Como reconoce en el prólogo a la edición de El espejo del mar, fue gracias al bagaje vital adquirido durante sus años como marino, los episodios vividos durante esa época, los tipos humanos que pudo conocer y las historias que oyó en puerto o durante las tediosas horas a bordo, los que modelaron ese universo geográfico y moral en el que el individuo aparece confrontado en solitario a las fuerzas desatadas de una naturaleza hostil o amenazadora,  junto a una fuerte carga de pesimismo respecto a la condición humana y en relación con el papel de la civilización, esto último objeto de su relato El corazón de las tinieblas,  en el que narra de forma oblicua las atrocidades que se estaban cometiendo contra la población indígena en el Estado Libre del Congo, por cierto denunciadas de forma mucho más abierta y decidida por el diplomático irlandés Roger Casement, con el que tuvo cierta amistad personal.
Tras escribir su primera novela, La locura de Almayer, en 1894, a la vuelta de su último viaje a Australia, conoció a su futura mujer, Jessie George, con la que se casó dos años después, residiendo en los años siguientes en el sur de Inglaterra, ya dedicado exclusivamente a su labor literaria, trabajando para la Editorial Unwin, más tarde para el editor Pinker y después para la English Review. Se publican Un paria de las islas (1896), al año siguiente, Salvamento, El Negro del 'Narciso' y Una avanzada del progreso. 
Durante estos años conoció a Rudyard Kipling, a Henry James y a H. G. Wells, colaborando con Ford Madox Ford en la novela Los herederos. En 1898 pasa dificultades económicas debido a su afición al juego, por lo que trata infructuosamente de regresar a la marina. En 1900 escribe Tifón y Lord Jim, novela en la que evoca el traumático accidente que sufrió a bordo del vapor "Palestine", y que estuvo a punto de costarle la vida.

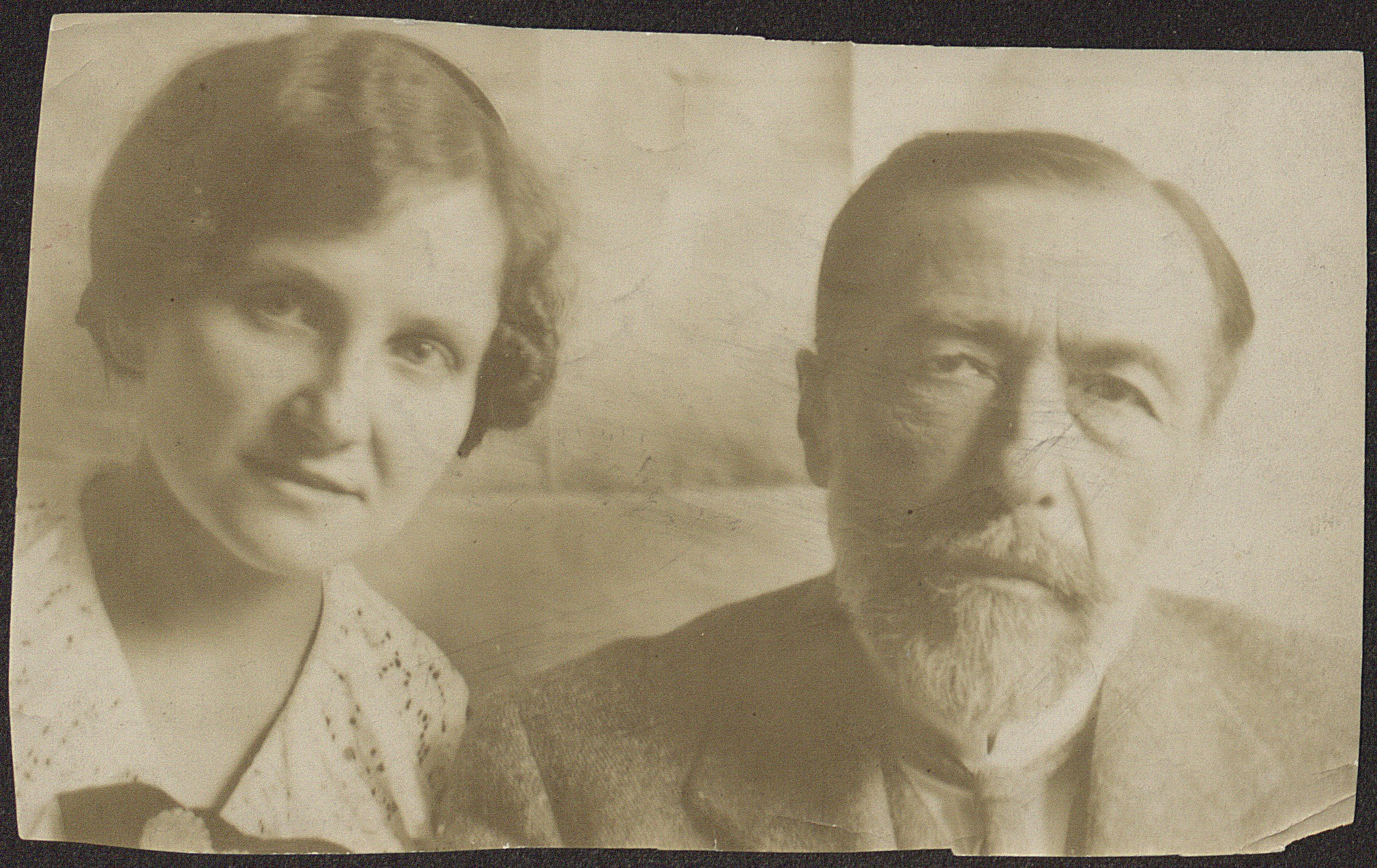
Joseph Conrad en 1914 junto a Anielą Zagórską, traductora de sus obras.

Los años siguientes verán la publicación, con suerte desigual, de Tifón, Nostromo, El espejo del mar y El agente secreto. No obstante sufre de depresiones y de otros problemas de salud, además de continuar sus dificultades económicas. En 1913 lo visita Bertrand Russell y él devuelve la visita viajando a Cambridge. En 1914, durante un viaje por Polonia, estalla la Primera Guerra Mundial y los Conrad tienen que regresar a Inglaterra por Austria e Italia. En 1916 el Almirantazgo le encarga diversas comisiones de reconocimiento por varios puertos británicos. 
Al término de la guerra se traslada a Córcega y en 1923 viaja a Estados Unidos. Poco antes de morir, el 3 de agosto de 1924 de un ataque al corazón, aún tiene tiempo para rechazar un título nobiliario que le ofrece el primer ministro laborista Ramsay MacDonald. 

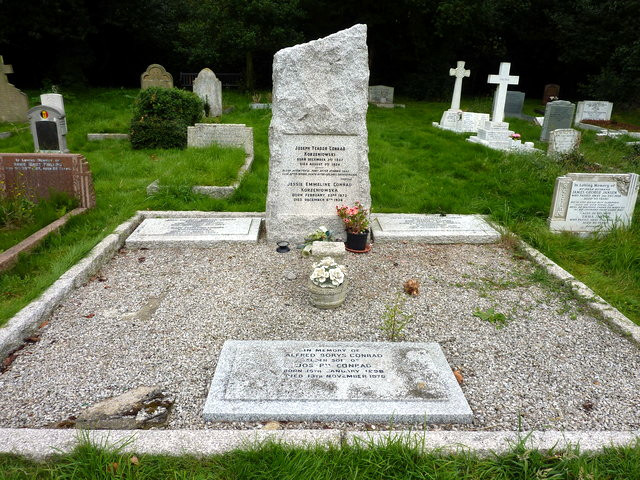
Tumba de Joseph Conrad en el cementerio de Canterbury

Fue enterrado en el cementerio de Canterbury, con tres errores en su nombre en la tumba. En su lápida se encuentran inscritos unos versos de Edmund Spenser que dicen, traducidos al español: 
El sueño tras el esfuerzo,
tras la tempestad el puerto,
el reposo tras la guerra,
la muerte tras la vida harto complacen.

## Creación literaria
Algunas de sus obras se han etiquetado como románticas, aunque Conrad normalmente suaviza el romanticismo con los giros conflictivos del realismo y la ambigüedad moral de la vida moderna. Por esta razón, muchos críticos lo han situado como precursor del modernismo. Gran parte de las obras de Conrad se centran en la vida de los marineros y en el mar.
Su primera novela, La locura de Almayer (Almayer's Folly), una historia de Malasia, fue escrita en inglés en 1895. Se debe recordar que la lingua franca de la gente culta en la época era el francés, la tercera lengua de Conrad, tras el polaco y el ruso, de manera que es altamente notorio que Conrad pudiera escribir de manera tan fluida y efectiva en su cuarta lengua.

Su obra literaria colma la laguna entre la tradición literaria clásica de escritores como Charles Dickens y Fiódor Dostoyevski y las escuelas modernistas literarias. Es interesante que Conrad menospreciara a Dostoyevski y a los escritores rusos por norma general, con la excepción de Iván Turgénev. Conrad, junto al autor estadounidense Henry James ha sido llamado escritor premodernista, y asimismo puede enmarcarse dentro del simbolismo y el impresionismo literario.

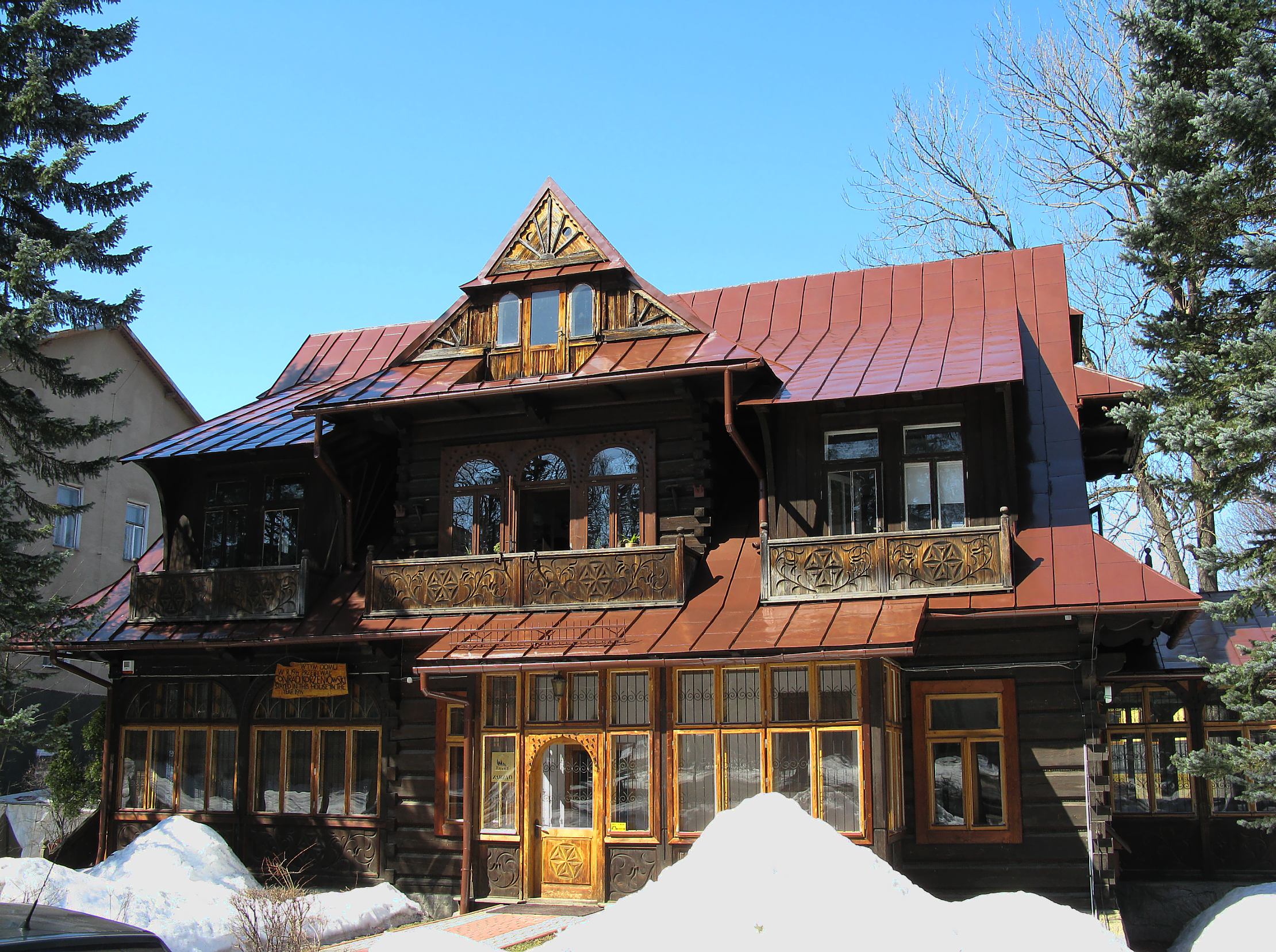
Villa Konstantynówka en Zakopane, lugar de estancia de Joseph Conrad en 1914.

Escribiendo en lo que en las artes visuales era la época del impresionismo, y lo que en la música era la edad de la música impresionista, Conrad se mostró en muchos de sus trabajos un poeta en prosa del más alto nivel: por ejemplo, en la evocadora Patna y las escenas del tribunal de Lord Jim, en las escenas del "elefante loco melancólico" y de la "cañonera francesa disparando contra un continente", en El corazón de las tinieblas, en los protagonistas dobles de The Secret Sharer, y en las resonancias verbales y conceptuales de Nostromo y El Negro del Narcissus.
Conrad utilizó sus propios recuerdos como material literario tan a menudo que los lectores están tentados a tratar su vida y su trabajo como un todo. Su "visión del mundo", o elementos de ella, se describen a menudo citando a la vez sus declaraciones públicas y privadas, pasajes de sus cartas y citas de sus libros. Najder advierte que este enfoque produce una imagen incoherente y engañosa. «Una ... vinculación acrítica de las dos esferas, la literatura y la vida privada, distorsiona cada una de ellas. Conrad utilizó sus propias experiencias como materia prima, pero el producto terminado no debe confundirse con las experiencias mismas.»
Muchos de los personajes de Conrad fueron inspirados por las personas reales que encontró, incluyendo, en su primera novela, La locura de Almayer (terminada 1894), a William Charles Olmeijer, la ortografía de cuyo nombre Conrad probablemente alteró a "Almayer" inadvertidamente. El comerciante verídico Olmeijer, a quien Conrad se encontró en sus cuatro breves visitas a Berau en Borneo, persiguió posteriormente la imaginación de Conrad. Conrad a menudo tomó prestados los nombres auténticos de individuos reales, por ejemplo, el capitán McWhirr, el capitán Beard y el Sr. Mahon (Juventud), el capitán Lingard (La locura de Almayer y otros lugares), el capitán Ellis (La línea de la sombra). «Conrad" [escribe J.I.M. Stewart] parece haber atribuido cierta importancia misteriosa a esos vínculos con la realidad.» Igualmente curioso es «una gran cantidad de discreción en Conrad, que requiere algo de virtuosismo para mantener». Por lo tanto, nunca dice el apellido del protagonista de Lord Jim. Conrad sin embargo conserva, en El negro del Narcissus, el nombre auténtico de la nave, el Narcissus, en el que navegó en 1884.
Aparte de las propias experiencias de Conrad, una serie de episodios en su ficción fueron sugeridos por eventos o obras literarias pasadas o contemporáneas conocidas públicamente. La primera mitad de la novela de 1900 Lord Jim (el episodio de Patna) se inspiró en la historia real de 1880 de la fragata SS Jeddah; la segunda parte, hasta cierto punto en la vida de James Brooke, primer rajá blanco de Sarawak. El cuento de 1901 "Amy Foster" fue inspirado en parte por una anécdota de Ford Madox Ford en The Cinque Ports (1900), en la que un marinero naufragado de un buque mercante alemán, incapaz de comunicarse en inglés y expulsado por el pueblo local, finalmente encontró refugio en una pocilga. En Nostromo (terminado en 1904), el robo de un envío masivo de plata fue sugerido a Conrad por una historia que había oído en el Golfo de México y más tarde leyó en un «volumen encontrado en una librería de segunda mano». El agente secreto (terminado en  1906) fue inspirado por la muerte de 1894 de Marcial Bourdin, anarquista francés cuando aparentemente intentaba volar el observatorio de Greenwich. El relato de Conrad "The Secret Sharer" (terminado en 1909) se inspiró en un incidente de 1880 cuando Sydney Smith, primer oficial del Cutty Sark, había matado a un marinero y huido de la justicia, ayudado por el capitán del buque. La trama de Under Western Eyes (completada en 1910) se inicia con el asesinato de un brutal ministro del gobierno ruso, inspirado en el asesinato real de 1904 del ministro ruso del Interior Vyacheslav von Plehve. "Freya de las Siete Islas" (terminado en marzo de 1911) se inspiró en una historia contada a Conrad por un viejo amigo de Malaya y fan de Conrad, el capitán Carlos M. Marris.
Para el entorno natural de la alta mar, el archipiélago malayo y América del Sur, que Conrad describió tan vívidamente, pudo confiar en sus propias observaciones. Lo que sus breves brechas no pudo proporcionar fue una comprensión completa de las culturas exóticas. Para ello recurría, como otros escritores, a fuentes literarias. Al escribir sus historias malayas, consultó el Archipiélago Malayo de Alfred Russel Wallace (1869), las revistas de James Brooke y libros con títulos como Perak y los malayos, Mi diario en las aguas malayas y Vida en los Bosques del Lejano Oriente. Cuando se puso a escribir su novela Nostromo, ambientada en el ficticio país sudamericano de Costaguana, trasunto de Ecuador se volvió a la Guerra de independencia de este país con Colombia de la que formaba parte provisionalmente tras la liberación por Bolívar y Sucre. También se basó en el libro de Edward Eastwick, Venezuela o, Esbozos de Vida en una República Sudamericana (1868).
De acuerdo con su escepticismo y melancolía, Conrad casi invariablemente da destino fatal a los personajes de sus principales novelas e historias. Almayer abandonado por su querida hija, se da al opio, y muere. Peter Willems (Un Paria de las Islas, 1895) es asesinado por su amante celosa Aïssa. El bago "Nigger", James Wait (El negro del Narciso, 1897), muere a bordo del barco y es enterrado en el mar. El agente Kurtz, trasunto del superyó del propio Marlowe (El corazón de las tinieblas, 1899) expira, pronunciando las palabras enigmáticas, "¡El horror!". Tuan Jim (Lord Jim, 1900), el arquetipo del hombre de buena voluntad en manos del destino oscilante entre la fortuna y la adversidad, se ve precipitando inadvertidamente una masacre de su comunidad adoptiva y deliberadamente camina hasta su muerte a manos del líder de la comunidad. En el cuento de 1901 de Conrad, "Amy Foster", un polaco trasplantado a Inglaterra, Yanko Goorall (una transliteración inglesa del polaco Janko Góral), enferma y, sufriendo fiebre habla en su lengua nativa, asustando a su esposa Amy, que huye, a la mañana siguiente, Yanko muere de insuficiencia cardíaca y resulta que simplemente había estado pidiendo agua en polaco. El capitán Whalley (The End of the Tether, 1902), traicionado por la falta de visión y un compañero inescrupuloso, se ahoga. Gian 'Battista Fidanza, el homónimo respetado italiano Nostromo (italiano: "Nuestro Hombre") de la novela Nostromo (1904), obtiene ilícitamente un tesoro de plata extraído en el país sudamericano de "Costaguana" y es asesinado a tiros debido a una identidad equivocada. En Chance (1913), Roderick Anthony, un capitán del barco de vela, y benefactor y esposo de Flora de Barral, se convierte en el blanco de un intento de envenenamiento por sus celos. El padre financiero deshonrado que, al ser detectado, se traga el veneno y muere (algunos años más tarde, el capitán Anthony se ahoga en el mar). En Victoria (1915), Lena es asesinada a tiros por Jones, que había querido matar a su cómplice Richard y más tarde logra hacerlo, después perece junto con otro cómplice, tras lo cual el protector de Lena Axel Heyst prende fuego a su bungalow y muere junto al cuerpo de Lena.
Cuando un personaje principal de Conrad se escapa con vida, a veces no le va mucho mejor. En Under Western Eyes (1911), Razumov traiciona a un estudiante de la Universidad de San Petersburgo, el revolucionario Víctor Haldin, que ha asesinado a un ministro del gobierno ruso salvajemente represivo. Haldin es torturado y ahorcado por las autoridades. Más tarde Razumov, enviado como un espía del gobierno a Ginebra, un centro de intriga antizarista, se reúne con la madre y la hermana de Haldin, que comparten las convicciones liberales de Haldin. Razumov se enamora de la hermana y confiesa su traición a su hermano. Más adelante hace la misma confesión a los revolucionarios reunidos, y uno de ellos le estalla los tímpanos, haciéndolo sordo para toda la vida. Razumov se tambalea, es derribado por un tranvía, y finalmente regresa como un lisiado a Rusia.
Conrad tomó prestado de otros autores polacos y de lengua francesa, hasta el punto de que bordea a veces el plagio. Cuando la traducción polaca de su novela Victory de 1915 apareció en 1931, los lectores observaron sorprendentes similitudes con la novela de Stefan Żeromski, La historia de un pecado (Dzieje grzechu, 1908), incluyendo sus finales. El estudioso de literatura comparada Yves Hervouet ha demostrado en el texto de Victoria todo un mosaico de influencias, préstamos, similitudes y alusiones. Además, enumera cientos de préstamos concretos de otros escritores, en su mayoría franceses, en casi todas las obras de Conrad. Conrad parece haber utilizado textos de escritores eminentes como materia prima del mismo tipo que el contenido de su propia memoria. Los materiales prestados de otros autores a menudo funcionaban como alusiones. Además, tenía una memoria fenomenal para los textos y los detalles.
«Pero [escribe Najder] nunca puede ser acusado de plagio absoluto. Incluso al trasponer frases y escenas, Conrad cambió su carácter, los insertó dentro de estructuras nuevas... Tenía razón al decir: "No me parezco a nadie".» Ian Watt lo expresó sucintamente: «En cierto sentido, Conrad es el menos derivado de los escritores, escribió muy poco que podría ser confundido con el trabajo de cualquier otro». 
Conrad, al igual que otros artistas, se enfrentaba a las limitaciones derivadas de la necesidad de propiciar a su audiencia y confirmar su propia autoestima favorable. Esto puede explicar su descripción de la admirable tripulación de la "Judea" en su relato de 1898 "Juventud" como «gente problemática de Liverpool», mientras que la tripulación de la "Judea" real de 1882, la "Palestina", había incluido un solo liverpuliano, y la mitad de la tripulación habían sido no británicos. De manera similar, en sus cartas Conrad -que pasó la mayor parte de su carrera literaria luchando por pura supervivencia financiera- a menudo ajustó sus puntos de vista a las predilecciones de sus corresponsales. Y cuando quiso criticar la conducta del imperialismo europeo en lo que más tarde se llamaría el "Tercer Mundo", volvió su mirada hacia las colonias neerlandesa y belga y no sobre el Imperio Británico.
La singularidad del universo representada en las novelas de Conrad, especialmente comparada con las de contemporáneos cercanos como su amigo y frecuente benefactor John Galsworthy, es tal que le abre la puerta a una crítica similar a la aplicada posteriormente a Graham Greene. Pero allí donde "Greeneland" se ha caracterizado como una atmósfera recurrente y reconocible independiente de la localización, Conrad se esfuerza por crear un sentido de lugar, ya sea a bordo de un barco o en una aldea remota, A menudo decidió que sus personajes interpretaran sus destinos en circunstancias aisladas o confinadas. En opinión de Evelyn Waugh y Kingsley Amis, no fue hasta que los primeros volúmenes de la saga de Anthony Powell Una danza a la música del tiempo, fueron publicados en los años 50, que un novelista inglés alcanzó el mismo dominio de la atmósfera y de la precisión del lenguaje. Una visión apoyada por críticos posteriores como A. N. Wilson. Powell reconoció su deuda con Conrad. Leo Gurko también considera «una de las cualidades especiales de Conrad, su conciencia anormal del lugar, una conciencia ampliada a casi una nueva dimensión en el arte, una dimensión ecológica que define la relación entre la tierra y el hombre».
T. E. Lawrence, amigo de Conrad expresó su curiosidad sobre el método de trabajo de Conrad: «Me gustaría escuchar cada párrafo que escribe (siempre son párrafos, rara vez oraciones completas, y siempre resonando en ondas, como la nota de una campana, vibrando aún después de haber detenido su balanceo. Conrad no usa sigue el ritmo de la prosa ordinaria, sino de algo que sólo existe en su cabeza, y como no puede decir lo que quiere decir, toda su obra termina en una especie de necesidad, una sugerencia de algo que puede decir o hacer o pensar. De ahí que sus libros siempre parezcan más grandes de lo que son. Fue un gigante de lo subjetivo, como Kipling lo fue de lo objetivo».

## Visión del mundo
En 1898, al comienzo de su carrera de escritor, escribió a su amigo el escultor y político Cunninghame Graham: «Lo que hace trágico a la humanidad no es que sean víctimas de la naturaleza, sino que sean conscientes de ello. En cuanto conoces tu esclavitud del dolor, la ira, la contienda, comienza la tragedia». Pero en 1922, cerca del final de su vida y su carrera, cuando otro amigo escocés, Richard Curle, envió a Conrad pruebas de dos artículos que había escrito sobre Conrad, este objetó al ser calificado como un escritor sombrío y trágico. «Esa reputación ... me ha privado de innumerables lectores ... Me opongo absolutamente a ser llamado un trágico». Pero el papel que atribuye al destino ciego en sus obras y la tendencia a considerar algunos de sus principales personajes como arquetipos, lo acercan a los planteamientos filosóficos de la tragedia griega.
Conrad tenía una visión totalmente lúcida de la condición humana, una visión similar a la que había ofrecido en dos micro-historias su compatriota polaco Bolesław Prus (cuyo trabajo admiraba enormemente): Molde de la Tierra(1884) y Sombras (1885). Conrad escribió al respecto:

«La fe es un mito y las creencias cambian como nieblas en la orilla; Los pensamientos se desvanecen; Palabras, una vez pronunciadas, mueren y el recuerdo de ayer es tan sombrío como la esperanza de mañana.

»En este mundo -como lo he sabido- estamos obligados a sufrir sin la sombra de una razón, de una causa o de una culpa ...
»No hay moral, ni conocimiento, ni esperanza; Sólo hay la conciencia de nosotros mismos que nos impulsa sobre un mundo que ... es siempre como una apariencia vana y fugaz ....

»Un momento, un parpadeo de un ojo y nada permanece, sólo una bola de lodo, de barro frío, de lodo muerto lanzado en el espacio negro, rodando alrededor de un sol apagado. Nada. Ni pensamiento, ni sonido, ni alma. Nada.»

Conrad es el novelista del hombre en situaciones extremas. «Aquellos que me leen -escribía en el prefacio de Crónica personal- conocen mi convicción de que el mundo, el mundo temporal, descansa en unas ideas muy simples, tan simples que deben ser tan viejas como las colinas. Descansa, entre otros, sobre la idea de fidelidad".
Para el novelista Conrad la fidelidad es la barrera que el hombre erige contra la nada, contra la corrupción, contra el mal que está cerca de él, insidioso, esperando para engullirlo, y que en cierto sentido está dentro de él no reconocido. Pero ¿qué sucede cuando la fidelidad está sumergida, la barrera descompuesta, y el mal exterior es reconocido por el mal en el interior? En su mayor parte, ese es el tema de Conrad.
¿Cuál es la esencia del arte de Conrad? Seguramente no es la trama, que él —al igual que como Shakespeare— a menudo toma prestada de fuentes públicas y que podría ser duplicada por autores menores. La trama sirve meramente como el vehículo para lo que el autor tiene que decir. Más bien, la esencia de Conrad debe ser buscada en su representación del mundo abierto a nuestros sentidos, y en la visión del mundo que él ha experimentado de ese mundo externo, y de su propio interior. Una parte evocadora de esa opinión se expresa en una carta de agosto de 1901 que Conrad escribió al editor de The New York Times Saturday Book Review:
«El egoísmo, que es la fuerza motriz del mundo, y el altruismo, que es su moralidad, estos dos instintos contradictorios, de los cuales uno es tan claro y el otro tan misterioso, no pueden servirnos sino en la incomprensible alianza de su irreconciliable antagonismo».

### Conrad y España
Algunas de sus experiencias y personajes relacionados con el contrabando de armas a favor de los carlistas aparecen descritos en La flecha de oro (1919), especialmente su protagonista, doña Rita inspirada en Jane Anderson, trasunto literario de una amante española que tuvo en esos años y en el relato "El tremolino", mientras que alguna de sus escalas en la costa asturiana se describen en La posada de las dos brujas, de 1913. En su novela El agente secreto (1907) aparecen varias referencias a El Quijote.

## Diarios, memorias y correspondencia
Conrad afirmó que «nunca había tenido un diario ni poseído un cuaderno». John Galsworthy, que lo conocía bien, describió esto como «una declaración que no sorprendió a nadie que conociera los recursos de su memoria y la naturaleza inclusiva de su espíritu creativo». Sin embargo, después de la muerte de Conrad, Richard Curle publicó una edición de los diarios de Conrad que describen sus experiencias en el Congo. En 1978 una versión más completa fue publicada como El diario de Congo y otras piezas no coleccionadas.
El escritor Juan Benet dice de uno de sus libros de recuerdos autobiográficos, El espejo del mar: «En The Mirror of the Sea no hay una sola página de estilo menor, no hay un solo personaje o frase de reputación dudosa, nadie viene de fuera con voz propia. Todo el libro es Conrad cien por cien, y, además, el mejor Conrad, el que sabía dibujar un hecho del mar con la más perfecta forma literaria, y el que sabía ilustrar un acontecimiento narrativo con la más acertada imagen marinera. Y al respecto quiero señalar de este libro un capítulo en particular, Soberanos de este y oeste, donde desde el principio hasta el fin, y bajo el pretexto de una descripción de los vientos, Conrad larga un discurso sobre el poder y la fuerza que bien podría haber salido de un Macbeth calado con la gorra de capitán».
A diferencia de muchos autores que no quieren discutir su trabajo en curso, Conrad a menudo discutió su trabajo actual e incluso lo mostró a seleccionados amigos y colegas, como Edward Garnett, y a veces lo modificó a la luz de sus críticas y sugerencias.
Edward Said se sorprendió por la gran cantidad de correspondencia de Conrad con sus amigos y compañeros escritores. En 1966, «ascendía a ocho volúmenes publicados». Edward Said comenta: «Me pareció que si Conrad escribiera sobre sí mismo, sobre el problema de la autodefinición, con tal urgencia sostenida, algo de lo que escribió debía tener sentido para su ficción. Era difícil creer que un hombre sería tan antieconómico como para extenderse en carta tras carta y luego no utilizar y reformular sus ideas y descubrimientos en su ficción». Edward Said encontró paralelismos especialmente estrechos entre las cartas de Conrad y sus relatos. «Conrad [...] creía [...] que la distinción artística se demostraba más claramente en un trabajo más corto que en un trabajo más largo [...] Él creía que su propia vida era como una serie de episodios cortos [...] porque él mismo era tantas personas diferentes [...]: era un polaco y un inglés, un marinero y un escritor.»
Otro crítico, Najder, escribe: «Durante casi toda su vida Conrad fue un forastero y se sintió así. Un extraño en el exilio. Un extraño durante sus visitas a su familia en Ucrania. Un extraño -a causa de sus experiencias y duelo- en Cracovia y Lwów. Un forastero en Marsella. Un forastero, nacional y culturalmente, en los barcos británicos. Un forastero como escritor inglés ... Conrad se llamaba a sí mismo un "maldito extranjero". Al mismo tiempo [...] consideraba al "espíritu nacional" como el único elemento verdaderamente permanente y confiable de la vida comunitaria».

## Obras

### Novelas
- La locura de Almayer (Almayer's Folly - A Story an Eastern River) (1895)
- Un vagabundo de las islas (An Outcast of the Islands) (1896)
- El Negro del 'Narciso' (The Nigger of the 'Narcissus' - A Tale of the Sea) (1897)
- El corazón de las tinieblas (Heart of Darkness) (1899)
- Lord Jim (1900)
- La soga al cuello (The End of the Tether) (1902)
- Nostromo (1904)
- Tifón (Typhoon) (comenzado en 1899 y publicado en Pall Mall Magazine en 1902)
- El agente secreto (The Secret Agent) (1907)
- Bajo la mirada de Occidente (Under Western Eyes) (1911)
- Suerte (Chance) (1913)
- Victoria (Victory) (1915)
- La línea de sombra (The Shadow Line) (1917)
- La flecha de oro (The Arrow of Gold) (1919)
- Salvamento (The Rescue) (1920)
- El pirata (The Rover) (1923)
- Suspense (Suspense: A Napoleonic Novel) (inacabada, publicada póstumamente, 1925)

### Novelas en colaboración con Ford Madox Ford
- Los herederos (The Inheritors) (1901)
- Romance (1903)
- La naturaleza de un crimen (The Nature of a Crime) (1923)

### Otras obras
- Una avanzada del progreso (An Outpost of Progress) (1896)
- Cuentos de inquietud (1898)
- Juventud (Youth) (1898)
- Tifón y otras historias (1903)
- Gaspar Ruiz en 1906
- El duelo (1907)
- Seis relatos (1908)
- Entre la tierra y el mar (1912)
- La posada de las dos brujas (Within the Tides) (1915)
- Tales of Hearsay (1925)
- Una sonrisa de la fortuna (A Smile of Fortune) 1910; publicado en London Magazine en 1911; incluido en el libro Entre la tierra y el mar (Twixt Land and Sea, 1912)
- Freya, de las siete islas (Freya of the Seven Isles) 1910; publicado en Metropolitan Magazine y London Magazine en 1912; incluido en el libro Entre la tierra y el mar (Twixt Land and Sea, 1912)
- Crónica personal (A Personal Record) (1912)
- El espejo del mar
- El alma del guerrero (The Warrior's Soul) (1925)